# Davy Jones (leggenda)

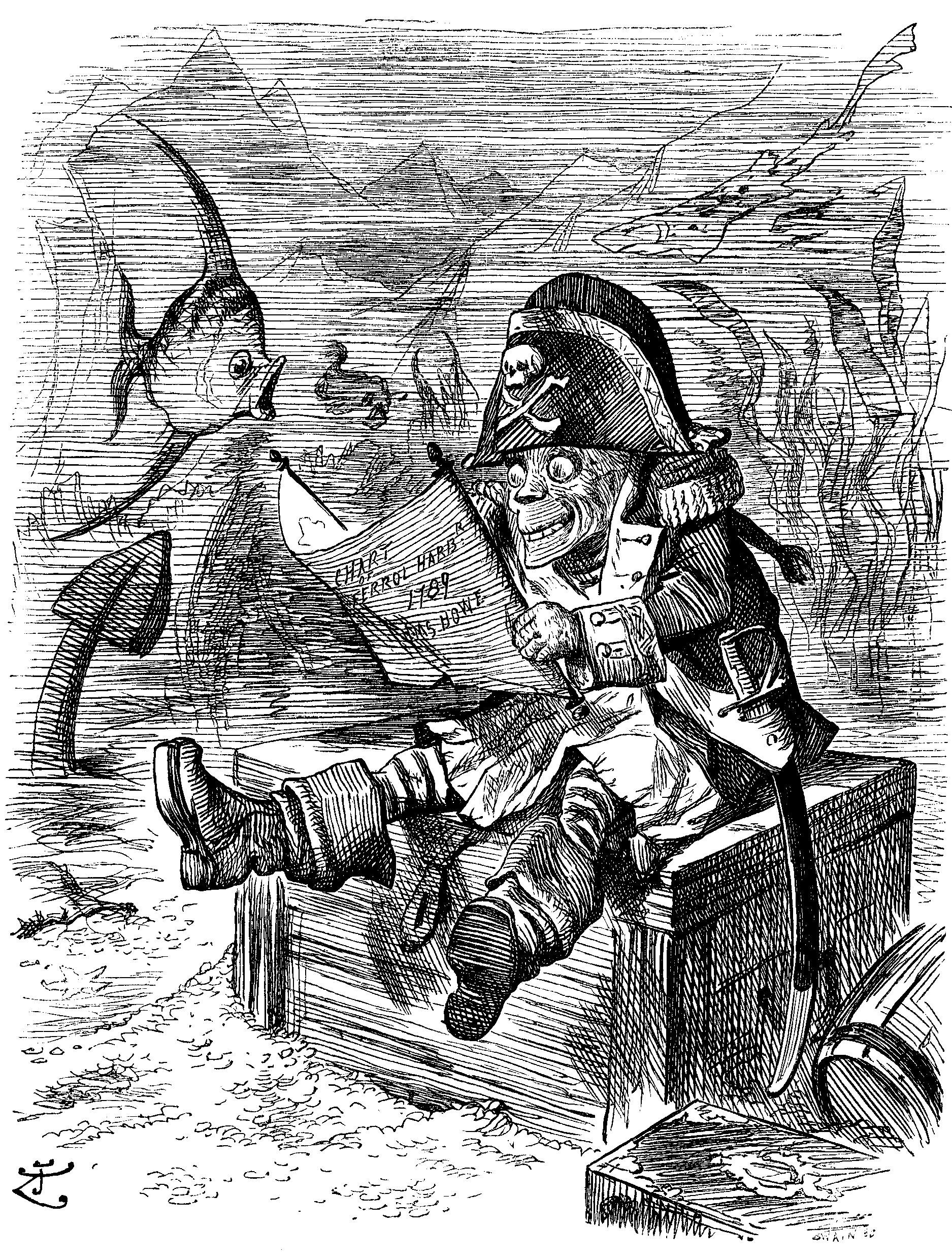
Il mostro Davy Jones in un'illustrazione popolare

Nella superstizione marinara di tradizione anglosassone, si ritiene che l'essere immaginario chiamato Davy Jones sia un demone del mare soventemente associato alla morte per annegamento dei marittimi o ai relitti che giacciono negli abissi.
Ci si riferisce al suo nome soprattutto attraverso l'espressione «Davy Jones' locker», ovvero "lo scrigno di Davy Jones", una metafora per indicare "il fondo del mare" (o "una tomba in fondo al mare"), inteso come luogo in cui riposano i caduti del mare: «sent to Davy Jones's locker» oppure «He’s gone to Davy Jones’s locker».
Le origini del nome di Davy Jones, diavolo dei marinai, non sono chiare, un dizionario del XIX secolo associa Davy Jones al "fantasma di Giona".

## Origini del nome

### Fonti letterarie
Le origini del nome non sono note. Si ritiene che il primo riferimento letterario a questo personaggio si trovi nel romanzo The Four Years Voyages of Captain George Roberts di Daniel Defoe, che usa la frase "having the rest into Davy Jones' locker, i.e. the sea" ("riposarsi nello scrigno di Davy Jones, cioè nel mare"). In The Adventures of Peregrine Pickle (1751), Tobias Smollett descrive l'uso del nome di Jones presso i marinai della sua epoca:
Smollett descrive Jones come una creatura mostruosa, con occhi a disco, tre file di denti, corna, coda, e fumo azzurro che gli esce dalle narici. Anche Washington Irving cita Davy Jones in Adventures of the Black Fisherman (1824). Nella letteratura moderna, i riferimenti sono innumerevoli, e includono quelli in Moby Dick di Herman Melville, L'isola del tesoro di Robert Louis Stevenson e Peter Pan di J. M. Barrie.

### Teorie sull'origine
Sono state avanzate molte diverse teorie circa le origini di questo mito. Un pirata di nome David Jones esistette realmente negli anni 1630, ed era attivo nell'Oceano Indiano, ma la maggior parte degli studiosi ritiene improbabile che fosse così famoso da dare vita a una leggenda diffusa in gran parte del mondo. Un gestore di pub inglese con questo nome viene citato nella canzone Jones's Ale is Newe (1594) e potrebbe essere associato alla leggenda di un gestore di pub che imprigionava i marinai ubriachi e poi li vendeva alle navi di passaggio. Correlato potrebbe essere anche Duffer Jones, un leggendario marinaio miope che spesso si trovava a cadere fuori bordo.
Altre ipotesi sulle possibili origini del mito ne enfatizzano gli elementi soprannaturali. I marinai del Galles invocavano San Davide per ottenere protezione in caso di pericolo mortale durante la navigazione; ma Davy potrebbe essere anche, secondo alcuni, una deformazione di devil (il Diavolo). Ancora, potrebbe esistere un legame fra il cognome Jones e il nome Giona, divenuto l'"angelo malvagio" dei marinai dopo la sua permanenza nel ventre del pesce.
Generalmente a questo demone si fa riferimento per indicare gli spettri che la tradizione marinara ritiene s'aggirino su rotte considerate maledette (una di queste è la rotta seguita dal transatlantico Titanic nel 1912), oppure che si levino dagli abissi dove sono state gettate le salme dei marinai deceduti, specialmente dopo decessi tragici.
Secondo alcuni, Davy Jones è solo uno dei tanti nomi di Satana.

## Trasposizioni di Davy Jones nella cultura di massa

### Cinema
Davy Jones, interpretato dall'attore Bill Nighy, è il nemico di Jack Sparrow nei film Pirati dei Caraibi - La maledizione del forziere fantasma (2006) e Pirati dei Caraibi - Ai confini del mondo (2007). Il personaggio compie una breve apparizione anche nel film Pirati dei Caraibi - La vendetta di Salazar (2017), a dieci anni di distanza dalla sua ultima apparizione sullo schermo.
Viene rappresentato come il capitano di un equipaggio composto da esseri per metà umani e per metà creature marine: lui stesso ha corpo da uomo, tentacoli da polpo come barba, la testa di un polpo sulla nuca, un lungo tentacolo al posto dell'indice della mano destra, una chela di granchio al posto della mano sinistra e una zampa di granchio (che sembra una gamba di legno) al posto della gamba destra. Governa l'Olandese Volante, è visto dal suo equipaggio come il Diavolo, e controlla il Kraken, mitologico mostro marino raffigurato nel film come un calamaro gigante che abbatte le navi con i suoi giganteschi tentacoli.
Lo Scrigno di Davy Jones appare in Pirati dei Caraibi - Ai confini del mondo: il luogo in cui Davy Jones non lascia mai andare quello che prende è una sperduta isola deserta sospesa tra il mondo dei vivi e quello dei morti, alla quale è possibile accedere precipitando da un'enorme cascata ai confini del mondo (o semplicemente trascinati dal Kraken) e in cui chi vi è relegato impazzisce.

### Videogiochi
Nel celebre videogioco Inazuma Eleven GO e nei suoi seguiti è presente un personaggio di nome Davy Jones, capitano della squadra Accademia Baia dei Pirati, i cui componenti sono vari riferimenti al mondo piratesco.

### Fumetti
Nell'episodio La sindrome di Ulisse del fumetto Disney PKNA (Paperinik New Adventures) una creatura marina ritenuta essere il "Davy Jones" della leggenda marinara compare come antagonista di PK.
Davy Jones è anche un nome citato in One Piece, dove appartiene a un pirata leggendario vissuto nel passato.

### Musica
Brani musicali e album ispirati al nome di Davy Jones includono:
- il brano Davey Jones' Locker, nell'album Foundling di David Gray;
- il brano Davy Jones, nell'album I Am Nemesis del gruppo metalcore tedesco Caliban;
- il brano Davy Jones' Locker, nell'album The Power of Seven del gruppo System 7;
- il brano Davy Jones' Locker, nell'album Bermuda Triangle di Buckethead;
- il brano Davey Jones Locker, nella compilation True People: The Detroit Techno Album di Drexciya;
- l'album Davy Jones' Locker del gruppo The Ocean Blue;
- il brano Davy Jones, nell'album Ô Filles de l'Eau dell'artista Nolwenn Leroy;
- il brano La Ballata degli Annegati nell'album Distillato di Barbascura X.
- il brano Davy Jones, dell'artista Peirons.
- il brano Davy Jones, nell'album Die Sehnsucht ist mein Steuermann - Das Beste aus 10 Jahren del gruppo Santiano;